# Конструкторський наркотик
Констру́кторський нарко́тик або диза́йнерський нарко́тик (англ. designer drug) — хімічний агент, що продукується або просто розповсюджується усілякими способами з метою обходу наявних обмежень в країні на продаж наркотиків. Зазвичай, це робиться шляхом виробництва у таємних («андеграундних») лабораторіях аналогів або похідних, зміни хімічних властивостей, інгредієнтів існуючих наркотичних речовин (кокаїну, амфетаміну, морфіну тощо), які мають схожий ефект до заборонених наркотиків. Інколи ці хімічні речовини супроводжуються написом «не для споживання людиною» і продаються нібито для інших (не притаманних наркотикам), «благих» цілей.

## Приклади
У Великій Британії для обходу заборони (Медичного акту 1968 року) на розповсюдження, мефедрон представлений як «морська сіль для ванн», «пожива для рослин», не маючи жодного стосунку до таких цілей.
Подібні випадки траплялися у США, де так само були представлені мефедрон, метилон та МДПВ.